# Lomographa claripennis
Lomographa claripennis là một loài bướm đêm trong họ Geometridae.